# Andreas Paulsen
Andreas Paulsen (* 4. März 1899 in Flensburg; † 14. Dezember 1977 in Berlin) war ein deutscher Wirtschaftswissenschaftler und Rektor der Freien Universität Berlin.

## Leben
Nach dem Studium der Volkswirtschaft in Leipzig und Kiel wurde Paulsen 1923 in Leipzig mit einer Arbeit über Die Presse der freien Gewerkschaften promoviert. Anschließend arbeitete er bis zum Beginn des Zweiten Weltkrieges über viele Jahre in der Leipziger Industrie- und Handelskammer, u. a. als Abteilungsleiter Schulwesen und stellvertretender Geschäftsführer der Industrie- und Handelskammer Leipzig.

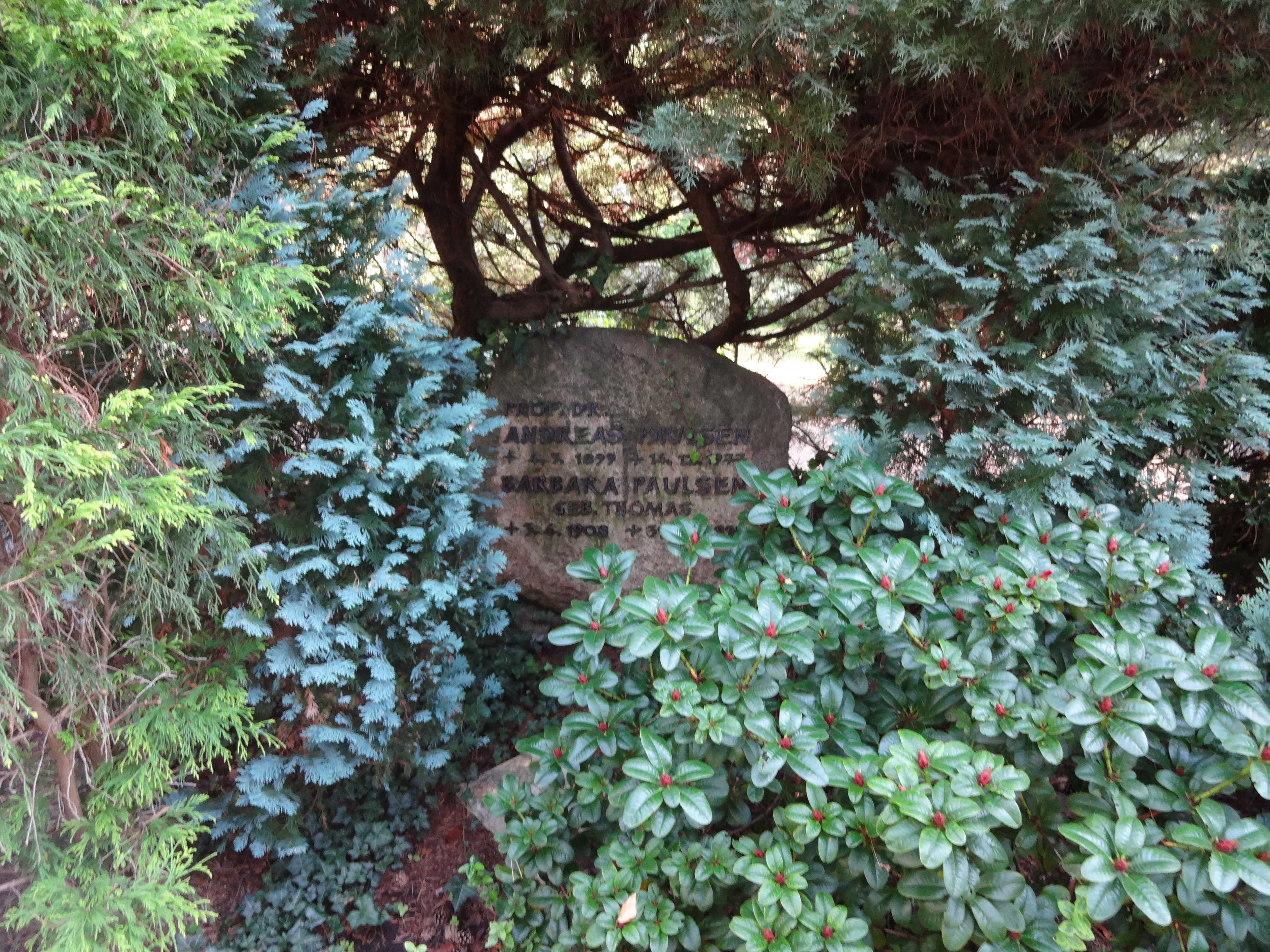
Grabstätte

Nach dem Krieg war Paulsen von 1946 bis 1947 zunächst Dozent in Leipzig und wurde nach der Habilitation außerordentlicher Professor in Jena. Noch in Leipzig trat er in die SPD ein, wurde 1946 bei deren Zwangsvereinigung mit der KPD in die SED übernommen, aus der er jedoch 1947 wieder austrat. 1948 verließ er die sowjetische Besatzungszone in Richtung West-Berlin, wo er 1949 auf eine Professur für Volkswirtschaft an der neu gegründeten Freien Universität berufen wurde. Von 1955 bis 1957 amtierte er dort als Rektor. 1967 wurde Paulsen emeritiert und starb zehn Jahre später in Berlin. Er ist auf dem Waldfriedhof Dahlem bestattet.

## Schriften (Auswahl)
- Die Presse der freien Gewerkschaften (Dissertation 1923)
- Der volkswirtschaftlich gerechtfertigte Preis – Preisbildung und Preisverantwortung in der gewerblichen Wirtschaft (1938)[2]
- Soziale Gerechtigkeit als Wertnorm der Wirtschaftsordnung (1948)
- Liquidität und Risiko in der wirtschaftlichen Entwicklung. Ein Beitrag zur dynamischen Wirtschaftstheorie (1950)
- Neue Wirtschaftslehre. Einführung in die Wirtschaftstheorie von John Maynard Keynes und die Wirtschaftspolitik der Vollbeschäftigung (1950, mehrfach neu aufgelegt)
- Universität und Wissenschaft in unserer Zeit. Akademische Ansprachen (1957)
- Allgemeine Volkswirtschaftslehre in 4 Bänden (1956–60, mehrfach neu aufgelegt)